# 272ª Squadriglia
La 272ª Squadriglia fu un reparto attivo nel Corpo Aeronautico del Regio Esercito (Prima guerra mondiale).

## Storia
Il 1º giugno 1917 la 9ª Sezione FBA che svolgeva servizio di posta aerea dal 27 giugno con la Sardegna a Terranova Pausania era comandata dal Capitano Umberto Bortolozzo e poi dal Cap. Armando Jacoponi con 2 FBA Type H nel Porto di Civitavecchia.
La Sezione Postale va poi al comando del Tenente Adriano Villa ed in seguito al Cap. Enrico Landi.
Il 15 maggio 1918 diventa 272ª Squadriglia con 5 FBA ed in estate opera per difesa del traffico navale in supporto alla 271ª Squadriglia.
In estate arrivano 4 SIAI S.8 ed un Ansaldo S.V.A. ISVA, in settembre ci sono 3 S.8 ed alla fine della guerra arriva un altro ISVA.
L'unità dal mese di settembre era al comando del Cap. Renato Collalti.
Viene sciolta il 6 dicembre dopo aver fatto 90 collegamenti postali.